# Koda INSEE
Koda INSEE je numerična koda za indeksiranje, ki jo Francoski narodni institut za statistične in ekonomske študije (Institut National de la Statistique et des Études Économiques) uporablja za označevanje različnih stvari, med drugim komun in departmajev. Uporablja se tudi kot osebna identifikacijska številka in številka socialnega zavarovanja.